# Ukrposhta

Logo der Ukrposhta

Logo der Ukrposhta für den internationalen Unternehmensauftritt (2017)

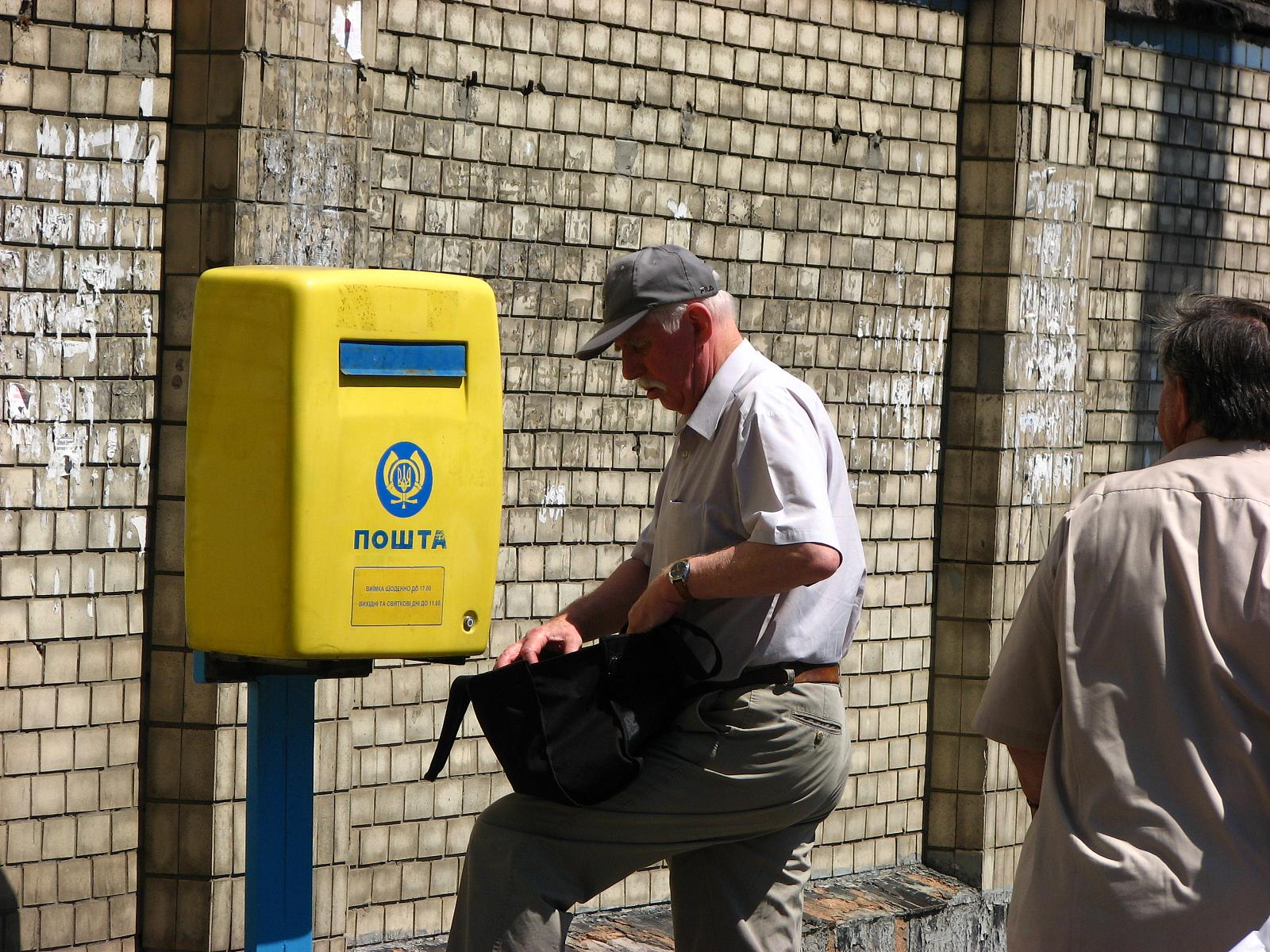
Briefkasten der ukrainischen Post (Kiew, 2008)

Die Ukrposhta (ukrainisch Укрпошта Ukrposchta) ist eine staatliche Aktiengesellschaft mit Sitz in Kiew, die das nationale Postwesen betreibt.
Als Unionsrepublik der Sowjetunion (UdSSR) betrieb die Ukrainische Sozialistische Sowjetrepublik kein eigenes Telekommunikations- oder Postwesen, damals oblag die Verantwortlichkeit dem Ministerium für Telekommunikation der UdSSR; doch im letzten Jahr des Bestehens der Sowjetunion wurde im Zuge der von Präsident Michail Gorbatschow angestoßenen wirtschaftlichen und politischen Reformen eine Gesellschaft namens Ukrtelecom ins Leben gerufen. Mit Auflösung der Sowjetunion im Dezember 1991 erlangte die Ukraine endgültig ihre staatliche Unabhängigkeit. Ukrtelecom betrieb zunächst als Monopolist das ukrainische Telekommunikationsgeschäft und das ukrainische Postwesen. Seit 1994 ist der letztgenannte Bereich ausschließlich bei der eigenständigen Gesellschaft Ukrposhta angesiedelt.
Die Ukrposhta erhält ihre Weisungen zu unternehmerischen Entscheidungen und ihre operativen Vorgaben durch das Infrastrukturministerium der Ukraine und durch das staatliche Regierungskabinett. Das wesentliche Gesetz, das den rechtlichen Rahmen für die Ukrposhta setzt, ist das Gesetz über das Postwesen aus dem Oktober 2001. Die Mitgliedschaft im Weltpostverein zieht eine Reihe verbindlicher Vorschriften im grenzüberschreitenden Postverkehr nach sich. Die Gesellschaft hat nach eigenen Angaben Arbeitsverträge mit circa 70.000 Mitarbeitern.
Bis 2017 sank der Anteil des ehemaligen Monopolisten Ukrposhta im Markt der Paketbeförderung auf 20 %. 2018 geriet das Unternehmen in die Schlagzeilen, weil immense Gehaltsunterschiede zwischen Direktorium und Postzustellern existierten. Einer der Geschäftsinhalte des Unternehmens ist die Auszahlung von Pensionen, die Erfüllung dieser Aufgabe ist während des Russischen Überfalls auf die Ukraine 2022 teilweise unmöglich.